# ヘンリー・ソリー
ヘンリー・ソリー（英：Henry Solly、1813年11月17日 - 1903年2月27日）は、イングランド出身の社会改革主義者。

## 来歴
バルト海沿岸貿易で卸売商をしていたアイザック・ソリーの息子だった彼はチャーティスト運動家となる。普通選挙、無償教育、穀物法の廃止、協同組合、奴隷制度廃止論、店舗の早朝営業や美術館の日曜開放といった多くの急進主義的な運動を支援した。1860年代前半には労働者クラブの設立において中心的な役割を果たしたにもかかわらず、絶対禁酒主義者の彼としては会員にお酒を売ってほしくなかったのである。
1868年6月、ロンドン教区主教のアーチボルト・キャンベル・テイトが会長を務める王立技芸協会の会議において、ソリーが執筆した『ロンドンの失業した貧困層、「乱暴者」、犯罪者階級をどのように処遇するか』という題名の論説が朗読された。これが慈善組織協会創設へと繋がることになった。
1877年に女性社会教育連盟を設立。1879年にジョン・ロバート・シーリーが会長に就任し、1883年まで会長職を務め上げた。1879年、組織名を社会市民教育連盟に改名した。
1884年に産業村落振興協会を設立したが失敗に終わり、社会改良家のエベネザー・ハワードが推奨する田園都市運動へと繋がっていった。
1903年、脳内出血により死去。ソリーの死から1年後、労働者クラブ及び労働組合幹事のB. T. ホールが「クラブの活動、クラブが個人の人格に及ぼした影響や人間の幸福に対する総体への貢献が正しく認識されていれば…ヘンリー・ソリーがこの時代の建設的な政治家の一人であると調査員は評価するだろう」と書いている。
成人してからの前半生をユニテリアン及び自由キリスト教教会総会の代表者として過ごし、のちに組織を去った彼はロスリン・ヒル・ユニテリアン礼拝堂で礼拝を続けた。彼には4人の娘がおり、そのうちの一人が経済学者で神学者のフィリップ・ヘンリー・ウィックスティードと結婚。他にはヘンリー・モーリーの伝記を執筆した一人息子がいる。教え子の一人にソリーの自宅に滞在したアンナ・エヴァンスがおり、彼女はのちに「アレン・レイン」というペンネームで成功を収めることになる。

## 第三者からの主張
イギリスの経済学者であるウィリアム・ベヴァリッジは「落ち着きがなく、独創的で、建設的な精神の持ち主であると同時に、慈善組織、労働者クラブや田園都市といった少なくとも3つの大規模な生活運動の立案者の一人であった」と彼について述べている。